# Шала
Шала — шумерська, вавилонська, ассирійська і хуритська богиня. Вважалася дружиною бога грози Адада, бога землеробства Дагона або бога вогню Нуску, в хуритській міфології - також дружиною Кумарбі. Вона іноді згадується з епітетом ša šadî, який, можливо, вказує на її північне походження. Відповідно до MUL. APIN, у вавилонській астрології асоціюється із сузір'ям Діви.
У Шумері вважалася богинею зерна та співчуття. Символи зерна та співчуття об'єднувалися, відбиваючи важливість сільського господарства в міфології Шумера і віру в те, що добрий урожай є виявом співчуття богів. Вона зображалася з двоголовою булавою, прикрашеною головами левів.
Іменем Шали клялися в новоассирійських васальних договорах. В Ашурі їй поклонялися разом з Нісабою та Хабіру у храмі Адада.